# Michelle Vieth
Michelle Vieth Paetau (ur. 1978) – meksykańska aktorka telewizyjna i filmowa.

## Życie prywatne
Była zamężna z Hectorem Soberonem (2001-2004), następnie związała się z Leandrem Ampudia (2004-2010), z tym ostatnim ma dwójkę dzieci: syna Leandrita i córkę Michelle. Para rozstała się. Powodem zakończenia związku było uzależnienie Ampudii od hazardu.
Od 2011 roku związała się z toreadorem Christianem Aparicio, z którym ma również dwójkę dzieci: syna Christiana Aparicio Juniora i córkę Selikę.
W 2013 roku brała udział w reality show telewizji Azteca, La Isla, el Reality. W ramach jednego z zadań, dźwigała pieńki, co przyczyniło się do komplikacji. Straciła dziecko, będąc w czwartym tygodniu ciąży z Christianem Aparicio.

## Wybrana filmografia
- 2012-2013: La otra cara del alma jako Daniela de la Vega Quijano
- 2008-2009: Nie igraj z aniołem jako Ana Julia Villaseñor
- 2008: Zdrada i miłość jako Michelle Phillips
- 2007-2008: Do diabła z przystojniakami jako Pilar
- 2006-2007: Mundo de fieras jako Karen Farias Rivas del Castillo
- 2005: La madrastra jako Vivian Sousa
- 2002-2003: Clase 406 jako Nadia Castillo Bojórquez
- 2001: Przyjaciółki i rywalki jako Laura González
- 1999-2000: Mujeres engañadas jako Paola Montero
- 1998-1999: Soñadoras jako Lucía de la Macorra / Adriana de la Macorra
- 1997-1998: Mi pequeña traviesa jako Julia Paz / Julio Paz

## Nagrody i nominacje

### Premios TVyNovelas
| Rok  | Kategoria          | Telenowela          | Wynik     |
| ---- | ------------------ | ------------------- | --------- |
| 1999 | Debiutantka roku   | Mi pequeña traviesa | Wygrana   |
| 1998 | Kobiece objawienie | Mi pequeña traviesa | Nominacja |